# Xanthocalanus tenuiremis
Xanthocalanus tenuiremis is een eenoogkreeftjessoort uit de familie van de Phaennidae. De wetenschappelijke naam van de soort is voor het eerst geldig gepubliceerd in 1909 door Scott T..